# 黑堡 (弗吉尼亚州)
（意译名：黑堡鎮）是位于美国弗吉尼亚州蒙哥马利县境内的一个小城镇。
布莱克斯堡建立于1798年。1970年代，弗吉尼亚理工大学附属布莱克斯堡之后，布莱克斯堡的人口翻了三倍。根据2001年美国人口普查报告，镇内居民人数为39,573。附近城镇为克里斯琴斯堡和拉德福。布莱克斯堡是美国体育杂志SportingNews（页面存档备份，存于）评选出的2006年美国最佳体育运动城市第59位，2005年是第52位。
经济和人口占城镇最大比重的主要机构是弗吉尼亚理工学院暨州立大学，也是弗吉尼亚州最大的高等院校，年度预算九亿多美金。

## 著名人物
- 布兰顿·斯托克里，NFL联盟丹佛野马队接球手。
- 鲍勃·罗普，美国重量级古典式摔跤运动员。

## 城镇内景点
- 哈恩园艺花园（Hahn Horticulture Garden）
- 弗吉尼亚理工学院暨州立大学 (弗吉尼亚理工)

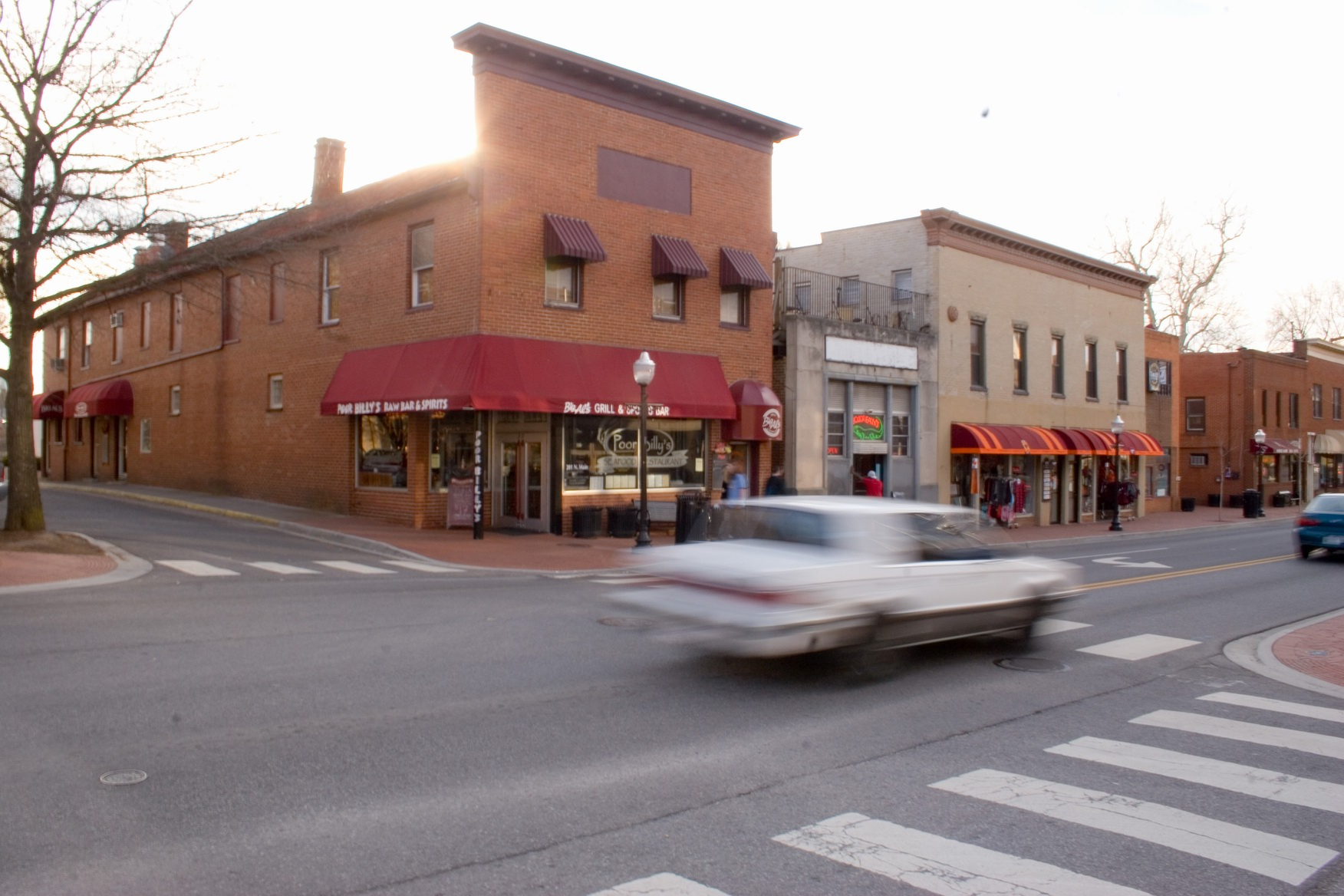
黑堡市中心主街
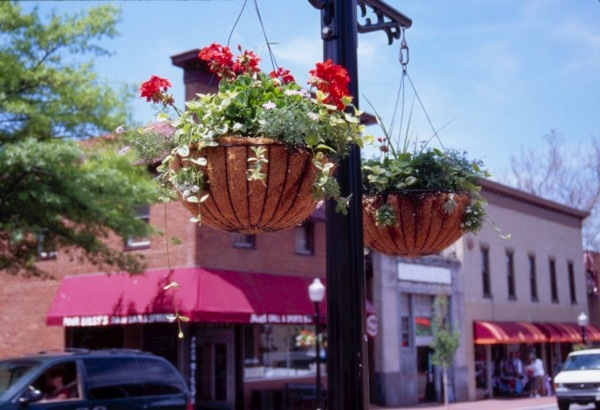
黑堡市中心和花栏